# Le Jour où la mort nous sépare
Le Jour où la mort nous sépare (Death Do Us Part) est un recueil de nouvelles policières édité en 2006  et présenté par Harlan Coben, un écrivain américain. Il a été traduit en français en 2007.

## Résumé
Des crimes sentimentaux inédits écrits par dix-neuf auteurs de romans policiers :
- Ridley Pearson : Queeny (9 pages)
- Lee Child : Hors de danger (15 pages)
- Charles Ardai : Le front intérieur (29 pages)
- Brendan Du Bois : Dernier vol (15 pages)
- Bonnie Hearn Hill : Moitié lumière, moitié souvenir (14 pages)
- Steve Hockensmith : Boniment, bonimenteur (23 pages)
- William Kent Krueger : Éclair de chaleur (12 pages)
- Tim Maleeny : Jusqu'à ce que la mort nous sépare (11 pages)
- Rick Mc Mahan : La dure, la terrible vérité (21 pages)
- P.J. Parrish : Table rase (24 pages)
- Tom Savage : Cyberdate. com (18 pages)
- Charles Todd : Le retour (13 pages)
- Tim Wohlforth : La masseuse (16 pages)
- Jeff Abbott : Réparations (20 pages)
- Jim Fusilli : La solution de Chellini (16 pages)
- Laura Lippman : Le grand amour (23 pages)
- R. L. Stine :  Nana (21 pages)
- Jay Brandon : Tombée ou tombeuse (27 pages)
- Harlan Coben : L'imposteur (20 pages)